# Children's Blues
Children's Blues è un album degli Arti e Mestieri, pubblicato dalla Augusta Records nel 1985. Il disco fu registrato l'11, 12, 15, 16 e 17 luglio 1985 negli studi Format di Gassino Torinese, Torino (Italia).

## Tracce
Brani composti ed arrangiati da Antonino Salerno, eccetto dove indicato
Lato A
1. Mulele – 8:51
2. Eby – 1:51 (Umberto Mari)
3. Children's Blues – 10:04

Lato B
1. Ouagadougou – 6:48
2. Next Time – 3:42
3. Waiting for Laura at Banfora Hotel – 10:30

## Formazione
- Antonino Salerno - tastiere
- Mario Petracca - chitarra elettrica
- Claudio Bonadè - sassofono alto
- Umberto Mari - basso
- Furio Chirico - batteria
- Pier Luigi Mucciolo - tromba, flicorno
- Johnny Capriuolo - trombone

Musicisti aggiunti
- Flavio Boltro - tromba (brani: Ouagadougou e Waiting for Laura at Banfora Hotel)
- Tony Palmieri - congas (brano: Waiting for Laura at Banfora Hotel)
- Siro Merlo - sassofono tenore (brano: Next Time)[5][6]